# Міхеіл Джавахішвілі
Міхеіл Сабавич Джавахішвілі (груз. მიხეილ საბას ძე ჯავახიშვილი, справжнє прізвище — Адамашвілі (груз. ადამაშვილი); 8 листопада 1880, Церакві, Тифліська губернія, Російська імперія, — 30 вересня 1937, Тбілісі, Грузинська РСР, СРСР) — грузинський радянський письменник.

## Біографія
Народився у селі Церакві, нині — у регіоні Квемо-Картлі, Грузія (яка тоді була частиною Російської імперії). Причину зміни прізвища пояснив сам письменник пізніше. За його словами, його дід, уроджений Джавахішвілі (шляхетне сімейство з провінції Картлі) вбив людину, через що йому довелося бігти до Кахетії, де він узяв нове ім'я Токлікішвілі. Незабаром дід Михайла, Адам, повернувся до Картлі, і його син Саба був зареєстрований як Адамашвілі. Михайло носив це ім'я у молодості, але пізніше він узяв прізвище предків — Джавахішвілі. Він вступив до училища садівництва та виноградарства в Ялті, але сімейна трагедія змусила його покинути навчання: грабіжники вбили його матір та сестру, а також незабаром помер батько. Повернувшись до Грузії у 1901 році, він працював на мідеплавильному заводі в Кахетії.
Перша розповідь була опублікована в 1903 році під псевдонімом Джавахішвілі, за яким вийшла серія журналістських статей з критикою влади Росії. 1906 року царські репресії змусили його емігрувати до Франції, де він вивчав мистецтво та політичну економію в університеті Парижа. Після численних подорожей до Швейцарії, Великої Британії, Італії, Бельгії, США, Німеччини та Туреччини з 1908 по 1909, він таємно повернувся на батьківщину під чужим паспортом. Видавав журнал «Ері» («Нація»), за що був судимий і висланий з Грузії в 1910 році. Він повернувся 1917 року і після майже 15-річної паузи відновив письменницьку діяльність. 1921 року він вступив до Національно-демократичної партії Грузії і перебував в опозиції до радянського уряду Грузії, створеного того ж року. 1923 року, під час більшовицьких нападок на партію, Джавахішвілі був заарештований і засуджений до страти, але був виправданий за посередництва грузинського Союзу письменників і звільнений після шести місяців ув'язнення. Примирення Джавахішвілі з радянською владою було лише поверхове, і його ставлення до нової влади залишалося непростим.
Через свої патріотичні погляди Джавахішвілі був заарештований і засланий кілька разів навіть у епоху царської Росії. Після краху першої Грузинської демократичної республіки та утворення Грузинської РСР письменник завжди був під спеціальним наглядом через свої погляди та минуле членство у Національно-демократичній партії. 1924 року, підозрюючись в участі в націоналістичних повстаннях, він був ув'язнений і після серії допитів і катувань засуджений до смерті. Вижив лише тому, що Серго Орджонікідзе «вияв милосердя», про яке його особисто попросили близькі друзі Джавахішвілі — критик Павло Інгороква та відомий лікар Ніколоз Кіпшидзе .
Відносини між письменником і правлячим режимом завжди були напруженими, в 1930 році Джавахішвілі зіткнувся з Малакієм Торошелідзе, керівником Спілки письменників Грузії та народним комісаром Грузії з питань освіти, звинувачувався у троцькізмі .
З приходом до влади в Грузії Лаврентія Берії Джавахішвілі протягом короткого часу дихав вільно. Його роман «Арсен з Марабди» було перевидано та екранізовано. Однак, він не був в змозі уникнути гіркої критики з боку більшовиків навіть після того, як опублікував у 1936 помірніший твір «Доля жінки». Радянський ідеолог Володимир Єрмілов засудив роман, стверджуючи, що він ілюструє більшовиків як чистих терористів. Незабаром Берія був обурений відмовою Джавахішвілі наслідувати його пораду та описати діяльність більшовиків у дореволюційній Грузії. Крім того, Джавахішвілі підозрювався у перешкоджанні арешту письменника Григола Робакідзе та наданні йому допомоги у втечі до Німеччини ще 1930 року. 1936 року був звинувачений у звеличенні французького письменника Андре Жіда, книга якого Retour De L'URSS і висока оцінка грузинських письменників обернулися для обох — Жіда і Джавахішвілі — званням ворогів народу.
22 липня 1937 року, коли поет Паоло Яшвілі застрелився в будівлі Спілки письменників, на сесії Спілки було прийнято резолюцію, яка засуджувала вчинок поета і кваліфікувала його антирадянською провокацією, Джавахішвілі був єдиною людиною, яка по-справжньому славила мужність чоловіка. Через чотири дні, 26 липня, президія Союзу проголосувала: «Михайло Джавахішвілі, як ворог народу, шпигун і диверсант, має бути виключений зі Спілки письменників і фізично знищений». Його друзі та колеги, у тому числі ті, хто вже був у в'язниці, були змушені свідчити проти Джавахішвілі як контрреволюційного терориста. Тільки критик Геронтій Кікодзе залишив сесію Союзу на знак протесту, щоб не давати згоди на це свавілля. Письменника було заарештовано 14 серпня 1937 року, його катували у присутності Берії, доки він підписав «зізнання».
Джавахішвілі був розстріляний 30 вересня 1937. Його майно було конфісковано, архіви знищено, брата розстріляно, а вдову відправлено на заслання. Джавахішвілі залишався під забороною цензури до кінця 1950-х років, коли його було реабілітовано, а його твори перевидані.

## Нагороди
- орден Трудового Червоного Прапора (22.03.1936)

## Пам'ять
У 1997 році в Тбілісі було відкрито будинок-музей Джавахішвілі за адресою: вулиця Джавахішвілі, будинок 21. На будинку встановлено меморіальну дошку

## Творчість

### Романи
- 1924 — კვაჭი კვაჭანტირაძე / Квачі Квачантирадзе[4] .
- 1924 — ჯაყოს ხიზნები / Хізани Джако.
- 1926 — თეთრი საყელო / Білий комір.
- 1928 — გივი შადური / Гіві Шадурі.
- 1933-36 — არსენა მარაბდელი / Арсен з Марабди.
- 1936 — ქალის ტვირთი / Доля жінки.

### Екранізація
- «Постояльці Джако» (2009) Дато Джанелідзе — екранізація роману розстріляного у 1937 Михайла Джавахішвілі.
- 1958 року в Москві відбулася прем'єра художнього фільму «Доля жінки» (прем'єра в Тбілісі 17 листопада 1957). Виробництво: Грузія-фільм, 1957. Режисер: Микола Санішвілі . Екранізація роману М. М. Джавахішвілі «Тягар жінки».